# سامسونگ ام۶۲۰
سامسونگ ام۶۲۰ یک‌نمونه از گوشی‌های تلفن همراه سری M شرکت سامسونگ می باشد که توسط همین شرکت به بازار عرضه شده‌است.